# Heliconius sincerus
Heliconius sincerus är en fjärilsart som beskrevs av Riffarth 1907. Heliconius sincerus ingår i släktet Heliconius och familjen praktfjärilar. Inga underarter finns listade i Catalogue of Life.